# Wald- und Kleingewässerlandschaft Everstorf
Wald- und Kleingewässerlandschaft Everstorf este o arie protejată (arie specială de conservare — SAC, sit de importanță comunitară — SCI) din Germania întinsă pe o suprafață de 854 ha, integral pe uscat.

## Localizare
Centrul sitului Wald- und Kleingewässerlandschaft Everstorf este situat la coordonatele 53°52′16″N 11°15′23″E / 53.8711°N 11.2564°E.

## Înființare
Situl Wald- und Kleingewässerlandschaft Everstorf a fost declarat sit de importanță comunitară în aprilie 2004 pentru a proteja 3 specii de animale. Situl a fost protejat și ca arie specială de conservare în august 2016.

## Biodiversitate
Situată în ecoregiunea continentală, aria protejată conține 6 habitate naturale: Lacuri eutrofice naturale cu vegetație de tip Magnopotamion sau Hydrocharition, Lacuri și iazuri distrofice naturale, Fânețe de joasă altitudine (Alopecurus pratensis, Sanguisorba officinalis), Mlaștini turboase de tranziție și turbării mișcătoare, Păduri de fag Asperulo-Fagetum, Păduri aluvionare cu Alnus glutinosa și Fraxinus excelsior (Alno-Padion, Alnion incanae, Salicion albae).
La baza desemnării sitului se află mai multe specii protejate:
- amfibieni (2): buhai de baltă cu burta roșie (Bombina bombina), triton cu creastă (Triturus cristatus)
- nevertebrate (1): Vertigo moulinsiana